# Gradići
 Gradići  falu Horvátországban Zágráb megyében. Közigazgatásilag Velika Goricához tartozik.

## Fekvése
Zágráb központjától 12 km-re délre, községközpontjától 2 km-re délnyugatra, a Túrmező síkságán, az A11-es autópálya és a Száva-Odra csatorna között fekszik.

## Története
1225-ben IV. Béla még szlavón hercegként a zágrábi várhoz tartozó egyes jobbágyokat nemesi rangra emelt, akik mentesültek a várispánok joghatósága alól és a zágrábi mező (Campi Zagrabiensis) nemeseinek közössége, azaz saját maguk által választott saját joghatóság (comes terrestris) alá kerültek. Az így megalakított Túrmezei Nemesi Kerülethez tartozott a település is. 
A falu és környéke a 16. századtól sokat szenvedett a gyakori török támadások miatt. Amikor 1592-ben Hasszán boszniai pasa végigpusztította a Túrmezőt és mintegy 35000 lakost hurcolt rabságba számos ősi túrmezei család pusztult ki és nem maradt egyetlen ép falu sem. A török veszély megszűnése annak a nagy győzelemnek köszönhető, melyet a horvát sereg 1593. június 22-én Sziszeknél aratott a török felett.
A túrmezei kerület megszüntetése után a falut is a Zágráb vármegyéhez  csatolták. 1857-ben 186, 1910-ben 394 lakosa volt. Trianon előtt Zágráb vármegye Nagygoricai járásához tartozott. Alapiskolája 1955-ben kezdte meg működését az új iskolaépületben. A fővároshoz való közelsége miatt az elmúlt évtizedekben, de különösen a honvédő háború idején a veszélyeztetett övezetekből jelentős számú betelepülő érkezett. Az 1970-es évek óta lakosságának száma több mint háromszorosára nőtt. 2001-ben a falunak 1759 lakosa volt. A faluban iskola, óvoda, kulturális egyesület és önkéntes tűzoltóegylet működik.

## Lakosság
| Lakosság változása | Lakosság változása | Lakosság változása | Lakosság változása | Lakosság változása | Lakosság változása | Lakosság változása | Lakosság változása | Lakosság változása | Lakosság változása | Lakosság változása | Lakosság változása | Lakosság változása | Lakosság változása | Lakosság változása |
| ------------------ | ------------------ | ------------------ | ------------------ | ------------------ | ------------------ | ------------------ | ------------------ | ------------------ | ------------------ | ------------------ | ------------------ | ------------------ | ------------------ | ------------------ |
| 1857               | 1869               | 1880               | 1890               | 1900               | 1910               | 1921               | 1931               | 1948               | 1953               | 1961               | 1971               | 1981               | 1991               | 2001               |
| 186                | 228                | 263                | 261                | 315                | 394                | 354                | 374                | 441                | 418                | 463                | 557                | 879                | 1518               | 1759               |

## Nevezetességei
- Páduai Szent Antal tiszteletére szentelt modern plébániatemploma.
- Jézus Legszentebb Szíve tiszteletére szentelt kápolnája 2011-ben épült.

## Külső hivatkozások
- Velika Gorica hivatalos oldala
- Velika Gorica turisztikai egyesületének honlapja
- A Túrmező honlapja